# Ntem
Ntem è un dipartimento della provincia di Woleu-Ntem, in Gabon, che ha come capoluogo Bitam.